# Зелёное (Вольнянский район)
Зелёное (укр. Зелене) — село,
Павловский сельский совет,
Вольнянский район,
Запорожская область,
Украина.
Код КОАТУУ — 2321586105. Население по переписи 2001 года составляло 171 человек.

## Географическое положение
Село Зелёное находится у истоков реки Вольнянка,
на расстоянии в 0,5 км от села Раздолье и в 1,5 км от города Вольнянск.
Река в этом месте пересыхает, на ней сделано несколько запруд.
Рядом проходит автомобильная дорога Н-15 и
железная дорога, станция Вольнянск в 3,5 км.

## История
- 1870 год — дата основания.